# مركز الدراجة الجبلية

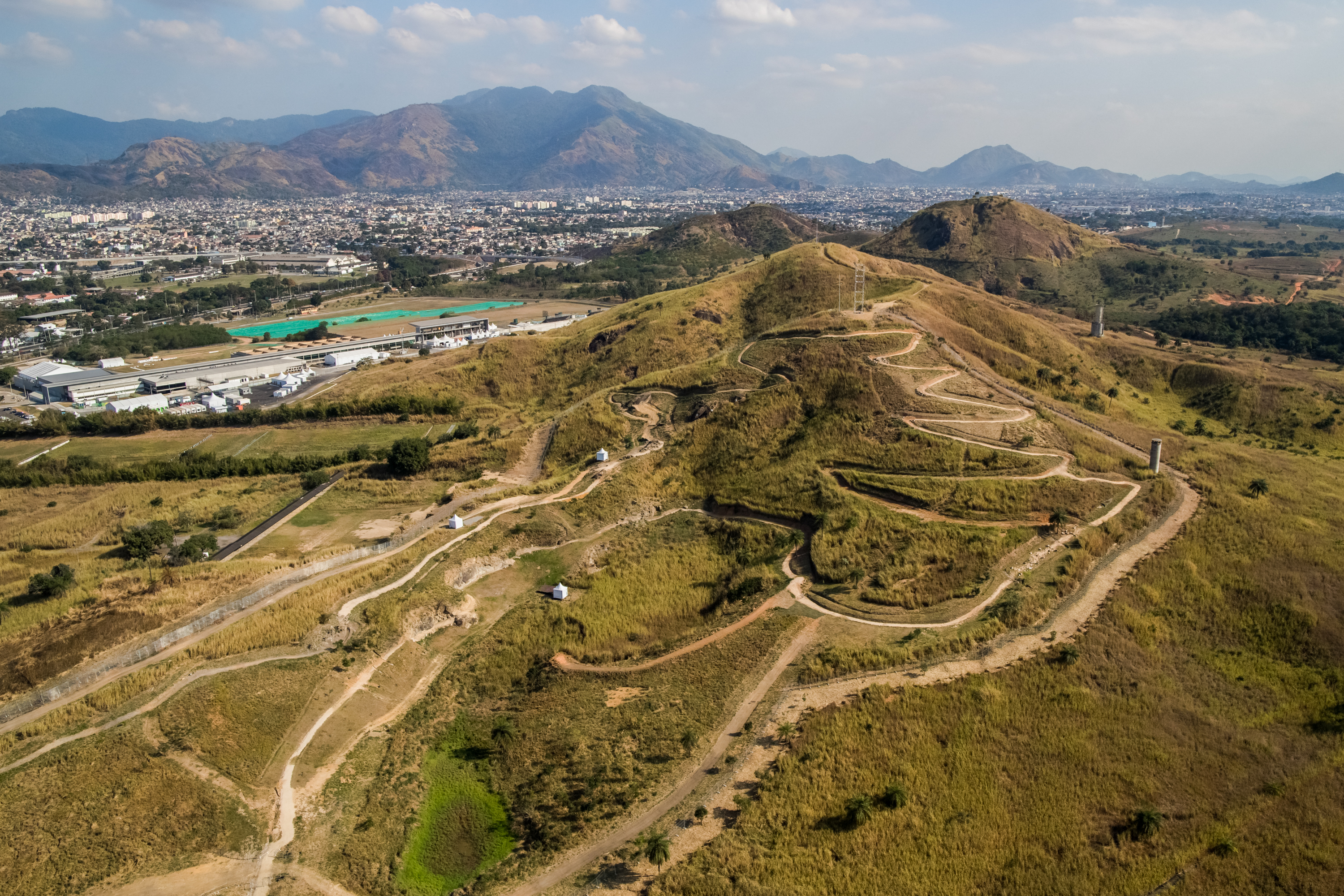
مركز الدراجة الجبلية.

مركز الدراجة الجبلية (بالإنجليزية: Mountain Bike Centre)‏ مركز لركوب الدراجات، يقع في منطقة ديودورو من المنطقة الغربية في ريو دي جانيرو، البرازيل. استضاف المركز بطولة ركوب الدراجات الجبلية ضمن دورة الألعاب الأولمبية الصيفية 2016.